# Prathigada terminaliae
Prathigada terminaliae är en svampart som först beskrevs av Hans Sydow, och fick sitt nu gällande namn av B. Sutton 1994. Prathigada terminaliae ingår i släktet Prathigada, divisionen sporsäcksvampar och riket svampar.   Inga underarter finns listade i Catalogue of Life.